# Megachile clotho
Megachile clotho là một loài Hymenoptera trong họ Megachilidae. Loài này được Smith mô tả khoa học năm 1861.